# NCSM Minas (J165)
Le NCSM Minas (pennant number J165) (ou en anglais HMCS Minas) est un dragueur de mines de la Classe Bangor lancé pour la Marine royale canadienne (MRC) et qui a servi pendant la Seconde Guerre mondiale.

## Conception
Le Minas est commandé dans le cadre du programme de la classe Bangor de 1939-40 le 23 février 1940 pour le chantier naval de Burrard Dry Dock Co. Ltd. de North Vancouver en Colombie-Britannique au Canada. La pose de la quille est effectuée le 18 octobre 1940, le Minas est lancé le 22 janvier 1941 et mis en service le 2 août 1941.
La classe Bangor doit initialement être un modèle réduit de dragueur de mines de la classe Halcyon au service de la Royal Navy,. La propulsion de ces navires est assurée par 3 types de motorisation: moteur diesel, moteur à vapeur à pistons à double ou triple expansion et turbine à vapeur. Cependant, en raison de la difficulté à se procurer des moteurs diesel, la version diesel a été réalisée en petit nombre.
Les dragueurs de mines de classe Bangor version canadienne déplacent 683 tonnes en charge normale. Afin de pouvoir loger les chaufferies, ce navire possède des dimensions plus grandes que les premières versions à moteur diesel avec une longueur totale de 54,9 mètres, une largeur de 8,7 mètres et un tirant d'eau de 2,51 mètres. Ce navire est propulsé par deux moteurs alternatifs verticaux à triple détente alimentés par deux chaudières à tubes d'eau à trois tambours Admiralty et entraînant deux arbres d'hélices. Le moteur développe une puissance de 2 400 chevaux-vapeur (1 790 kW) et atteint une vitesse maximale de 16 nœuds (30 km/h). Le dragueur de mines peut transporter un maximum de 152 tonnes de fioul.
Leur manque de taille donne aux navires de cette classe de faibles capacités de manœuvre en mer, qui seraient même pires que celles des corvettes de la classe Flower. Les versions à moteur diesel sont considérées comme ayant de moins bonnes caractéristiques de maniabilité que les variantes à moteur alternatif à faible vitesse. Leur faible tirant d'eau les rend instables et leurs coques courtes ont tendance à enfourner la proue lorsqu'ils sont utilisés en mer de face.
Les navires de la classe Bangor sont également considérés comme exiguës pour les membres d'équipage, entassant 6 officiers et 77 matelots dans un navire initialement prévu pour un total de quarante.

## Histoire

### Seconde Guerre mondiale
Le Minas est mis en service dans la Marine royale canadienne le 2 août 1941 à Vancouver. En septembre 1941, le Minas s'embarque pour la côte Est et arrive à Halifax en Nouvelle-Écosse le 19 octobre. Le dragueur de mines est affecté à la Sydney Force (Force de Sydney) en tant que la force de patrouille et d'escorte locale opérant depuis Sydney (Nouvelle-Écosse).
En janvier 1942, le Minas est transféré à la Newfoundland Force (Force de Terre Neuve), où il reste jusqu'en novembre de la même année. Il rejoint la Western Local Escort Force (WLEF) (Force d'escorte locale de l'Ouest) en tant qu'escorte de convoi ce mois-là et sert dans un groupe non affilié jusqu'en janvier 1943. Le 21 novembre 1942, le Minas, avec la corvette Timmins, sauve 60 survivants du navire marchand Empire Sailor qui a été torpillé par le sous-marin allemand (U-Boot) U-518. Plusieurs survivants meurent plus tard du gaz phosgène qu'ils ont inhalé lorsque leur navire a été touché.
En janvier 1943, la WLEF réorganise ses escortes en groupes. Le Minas se joint au groupe 24.18.2 aux côtés des corvettes Buctouche, Edmundston, Kamsack et Timmins. Le 3 février, près de Halifax, le Minas entre en collision avec le chalutier armé Liscomb; les dommages entraînent un mois de réparations. À sa remise en état, il fait partie du groupe d'escorte EG W-7 du WLEF en juin. Il rejoint le groupe d'escorte W-4 en décembre.
Le 20 février 1944, le Minas quitte Halifax avec trois de ses navires-jumeaux (sister ship) pour se rendre en Grande-Bretagne dans le cadre de la contribution du Canada au débarquement de Normandie. Il arrive en mars 1944 et est affecté à la 31e flottille de dragage de mines, une flottille entièrement canadienne de dragueurs de mines participant aux invasions du jour J,. Pendant l'invasion, le Minas et ses collègues dragueurs de mines nettoient et marquent des chenaux à travers les champs de mines allemands menant aux plages de l'invasion. La 31e flottille de dragage de mines nettoie le chenal 3 le 6 juin, achevant la tâche sans être attaqué par les Allemands. Le Minas a failli entrer en collision avec le croiseur français Georges Leygues alors que la flotte d'assaut pénétrait dans les chenaux nettoyés. Le Minas retourne au Canada, où il subit un carénage à Dartmouth (Nouvelle-Écosse), en septembre 1944, puis rejoint la 31e flottille à Plymouth en janvier 1945.
En avril 1945, la 31e flottille de dragage de mines rejoint la dernière opération combinée de grande envergure sur le théâtre européen en attaquant les bases navales allemandes en France qui ont été laissées intactes par l'effort de guerre des Alliés jusqu'alors. Partant de Plymouth le 12 avril, la 31e flottille de dragage de mines commence ses opérations dans l'embouchure de l'estuaire de la Gironde le 14 avril. Elle termine sa mission le 16 avril, sans être inquiétée par les Allemands. En rentrant à Plymouth, la flottille rencontre un chalutier allemand et le capture. Plus tard dans l'année, en septembre, le Minas rentre au Canada et est mis en réserve à Shelburne (Nouvelle-Écosse) le 6 octobre 1945.

### Après-guerre
Après la guerre, le Minas déclassé est déplacé à Sorel au Québec. En 1952, il est réactivé par la Marine canadienne et remis en service le 15 mars 1955, pour servir de navire-école.
Le 15 avril 1955, le Minas, le Wallaceburg et le Portage sont affectés à la 11e Escadre d'escorte canadienne basée à Halifax. Le Minas prend la mer pour la côte Ouest le 30 septembre. Après son arrivée, son équipage est transféré sur le dragueur de mines de la classe Algerine Sault Ste. Marie et revient à Halifax. Le dragueur de mines est désarmé le 7 novembre 1955 et vendu en août 1958. Le Minas est démantelé à Seattle à partir du 20 août 1959.
La barre du navire est toujours exposée à la Branche 53 de la Légion royale canadienne à Baddeck (Nouvelle-Écosse).

### Honneurs de bataille
- Atlantic 1941-1944
- Normandy 1944

### Participation auxconvois
Le Minas a navigué avec les convois suivants au cours de sa carrière:
1. Convoi BX 39
2. Convoi BX 41
3. Convoi HX 164
4. Convoi HX 177
5. Convoi HX 218
6. Convoi HX 222
7. Convoi HX 223
8. Convoi HX 228
9. Convoi HX 234
10. Convoi HX 241
11. Convoi HX 270
12. Convoi HX 273
13. Convoi ON 144
14. Convoi ON 145
15. Convoi ON 153
16. Convoi ON 170
17. Convoi ON 181
18. Convoi ON 213
19. Convoi ON 215
20. Convoi ON 218
21. Convoi ON 252
22. Convoi ONS 4
23. Convoi SC 60
24. Convoi SC 61
25. Convoi SC 64
26. Convoi SC 73
27. Convoi SC 79
28. Convoi SC 85
29. Convoi SC 127
30. Convoi XB 39
31. Convoi XB 41

### Commandement
- Lieutenant (Lt.) John Charles Barbour (RCNR) du 2 août 1941 au 24 novembre 1941
- Lieutenant (Lt.) John Charles Barbour (RCNR) du 2 décembre 1941 au 13 septembre 1942
- Lieutenant (Lt.) William Frederick Wood (RCNR) du 14 septembre 1942 au 17 juin 1943
- Lieutenant (Lt.) James Barrett Lamb (RCNVR) du 18 juin 1943 au 25 octobre 1944
- Lieutenant (Lt.) John Gault Kingsmill (RCNVR) du 26 octobre 1944 au 1er septembre 1945
- Lieutenant Commander (Lt.Cdr.) Kenneth Albert Stone (RCN) du 15 mars 1955 au 7 novembre 1955

Notes:
RCN: Royal Canadian Navy
RCNR: Royal Canadian Naval Reserve
RCNVR: Royal Canadian Naval Volunteer Reserve 